# MÁV 425
De serie 425 (vroeger 5342) is een zogenaamde lichtgewichttrein met lagevloerdeel van het type Talent voor het regionaal personenvervoer voor de Hongaarse spoorwegmaatschappij Magyar Államvasutak (MÁV).

## Geschiedenis
De Magyar Államvasutak bestelde 10 treinstellen bij Bombardier. Deze treinstellen zijn vrijwel gelijk aan de ÖBB treinen van de serie 4124. Het treinstel is ook geschikt voor een bovenleiding spanning van 15.000 volt 16 2/3 Hz en van 25.000 volt 50 Hz. Op 10 juli 2009 werden deze treinen met problemen aan het remsysteem uit de dienst genomen.

## Constructie en techniek
Typerend aan dit treinstel is door de toepassing van de Scharfenbergkoppeling de spitse neus met het grote voorruit. De zijwanden zijn niet zoals de meeste railvoertuigen vlak gemaakt maar hebben een kleine ronding. De trein heeft meestal een eenvoudig interieur. De treinstellen zijn uitgerust met luchtvering.

## Treindiensten
De treinen worden door de Magyar Államvasutak vanaf 22 maart 2007 ingezet op de volgende trajecten.
- Budapest–Tatabánya–Oroszlány